# 鹊文鸟
鹊文鸟（学名：Spermestes fringilloides），是梅花雀科文鸟属的一种，分布于津巴布韦、加蓬、赞比亚、埃塞俄比亚、南非、几内亚比绍、贝宁、塞内加尔、马里、科特迪瓦、安哥拉、多哥、赤道几内亚、斯威士兰、喀麦隆、纳米比亚、加纳、中非共和国、尼日利亚、利比里亚、肯尼亚、坦桑尼亚、布隆迪、刚果民主共和国、博茨瓦纳、刚果、几内亚、冈比亚、苏丹、马拉维、塞拉利昂、乌干达和莫桑比克。全球活动范围约为1,390,000平方千米。该物种的保护状况被评为无危。
鹊文鸟的平均体重约为16.8克。栖息地包括亚热带或热带的（低地）湿润疏灌丛、亚热带或热带的（低地）干燥疏灌丛、亚热带或热带的湿润低地林、种植园、干燥的稀树草原和亚热带或热带的（低地）干草原。